# بانو اگنیو لاکنو
بانو اگنیو لاکنو (انگلیسی: Lady Agnew of Lochnaw) یک پرتره رنگ روغن بر روی کرباس از بانو گرترود اگنیو، همسر سر اندرو اگنیو نهمین بارونت است که توسط هنرمند آمریکایی جان سینگر سارجنت در تاریخ ۱۸۹۲ قلم‌زنی آن آغاز و در همان تاریخ به پایان رسید، ابعاد این اثر هنری ۱۲۷ × ۱۰۱ سانتیمتر (۵۰٫۰ × ۳۹٫۸ اینچ) می‌باشد و تحت تملک نگارخانه ملی اسکاتلند در ادینبرو می‌باشد که این موزه نقاشی را از طریق اسمیت صندوق میراث کوان در سال ۱۹۲۵ به دست آورد

## نگارخانه

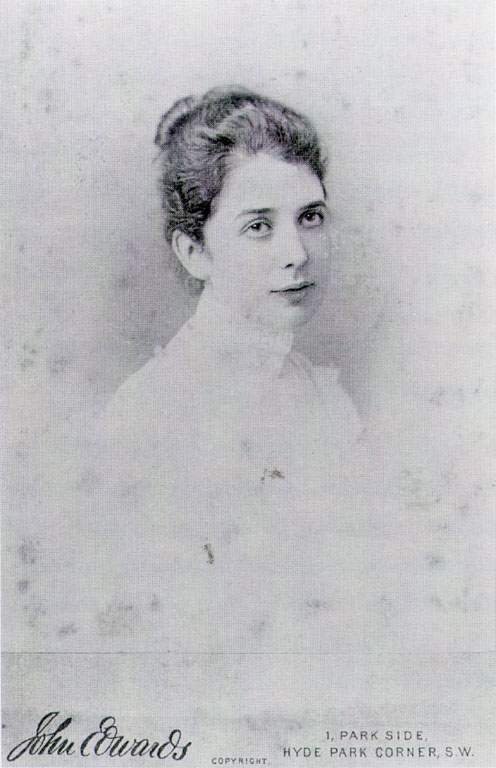